# Jack uccide
Jack uccide è il quarto album in studio del rapper italiano Jack the Smoker, pubblicato il 18 marzo 2016 dalla Machete Empire Records con distribuzione Sony Music.
L'album è stato anticipato dai singoli 666 e Burial, prodotte rispettivamente da Low Kidd e Retraz.

## Tracce
1. V(a)iking – 1:57
2. Burial – 2:42
3. 666 – 2:59
4. Grazie a me (feat. Gemitaiz & MadMan) – 4:37
5. Jack uccide – 3:03
6. Sogni d'odio (feat. Salmo) – 3:30
7. Non mi va – 2:45
8. 2 modi 2 mondi (feat. Moses Sangare) – 3:16
9. Sotto (feat. Noyz Narcos & Ntò) – 3:51
10. Mandalo – 2:50
11. Soldi sporchi – 3:33
12. F*ck Fame (feat. Nitro) – 3:32
13. Come persa – 3:00
14. La mia lama (feat. En?gma) – 3:05
15. 5 momenti top – 4:05